# Правила игры (фильм)
«Правила игры» (фр. La Règle du jeu) — художественный фильм режиссёра Жана Ренуара, снятый в 1939 году во Франции. На протяжении многих десятилетий признаётся киноведами и кинокритиками одним из высших достижений европейского кинематографа.

## Сюжет
Франция конца 1930-х годов. Авиатор Андре Журье (Ролан Тутен) приземляется на аэродроме Ле-Бурже недалеко от Парижа. Его приветствует его друг Октав (Жан Ренуар), сообщая Андре, что Кристин (Нора Грегор) — австрийско-французская дворянка, которую любит Андре, — не пришла его поприветствовать. У Андре разбито сердце. Когда репортер подходит для первого интервью после приземления, Андре выражает сожаление и осуждает Кристин. Она слушает радиопередачу в своей парижской квартире, пока ее обслуживает ее горничная Лизетт (Полетт Дюбо). Кристин замужем за Робертом, маркизом де ла Шене (Далио Марсель), уже три года. В течение двух лет Лизетт замужем за Шумахером (Гастон Модо) — егерем в поместье Роберта, но она больше предана Кристин. О прошлых отношениях Кристин с Андре известно ее мужу, служанке и их другу Октаву. Кристин и Роберт игриво обсуждают эмоциональное проявление Андре и говорят о преданности друг другу. Роберт в это время уходит, чтобы позвонить по телефону. Он договаривается встретиться со своей любовницей Женевьев на следующее утро.
В квартире Женевьев Роберт говорит, что он должен прекратить их отношения, но приглашает ее присоединиться к ним на выходные в загородной усадьбе Роберта и Кристины, La Colinière, в Солони. Позже Октав убеждает Роберта также пригласить Андре в поместье. Они шутят, что, если Андре и Женевьев начнут отношения, то решатся проблемы обоих. В поместье Шумахер охраняет территорию и пытается уничтожить кроликов. Марсо — браконьер — прокрался в поместье, чтобы найти кролика, пойманного в ловушку. Прежде чем Марсо смог сбежать, Шумахер ловит его и собирается выдворить его с территории поместья. Роберт спрашивает, что происходит. Марсо объясняет, что он может ловить кроликов, и Роберт предлагает ему работу в качестве слуги. Оказавшись в доме, Марсо заигрывает с Лизетт.
На балу-маскараде возникают несколько романтических связей. Андре и Кристин заявляют о своей любви друг к другу и планируют убежать вместе. Роберт и Андре спорят по поводу Кристины. В уединенной оранжерее Октав говорит, что он тоже любит Кристину, которая сомневается в Андре, и они решают сбежать вместе. Шумахер и Марсо, которых обоих выгнали из поместья из-за драки за Лизетт, наблюдают за Октавом и Кристиной в оранжерее. Они принимают Кристин за Лизетт, так как Кристин надела накидку и капюшон Лизетт. Октав возвращается в дом за своим пальто и шляпой, а Лизетт умоляет его не уходить с Кристиной.
Октав встречает Андре и отправляет его к Кристин в оранжерею, одолжив ему свое пальто. Когда Андре направляется в оранжерею в пальто Октава, Шумахер принимает его за Октава, который, по его мнению, пытается сбежать с его женой, и убивает его выстрелом.
В заключительном моменте фильма Октав и Марсо уходят в ночь, а Роберт возвращает Шумахера в дом и объясняет убийство не чем иным, как несчастным случаем.

## В ролях
- Нора Грегор — Кристин де ла Шене
- Полетт Дюбо — Лизетт, горничная
- Марсель Далио — Робер де ла Шене
- Ролан Тутен — Андре Жюрьё
- Жан Ренуар — Октав
- Мила Парели — Женевьев де Марра
- Анна Майан — Жаки, племянница Кристин
- Жюльен Каретт — Марсо, браконьер
- Гастон Модо — Эдуард Шумахер, егерь
- Пьер Манье — генерал

## История создания
Закончив фильм «Человек-зверь», Ренуар хотел отойти от натурализма и работать над более классичным и поэтичным проектом. Источником вдохновения стали произведения Пьера де Мариво и Альфреда де Мюссе. Перечитывая их, Ренуар нащупал собственный стиль на полпути между прозой и поэзией.
После первой возмущённой реакции зрителей прокатчики потребовали от Ренуара радикально переработать фильм. После премьеры начальная длительность фильма (94 минуты) была сокращена до 81 минуты. Ренуар сократил сыгранную им роль Октава, включая его короткое увлечение Кристин в конце, что породило легенду о «второй концовке».
Во время одной из бомбардировок союзников в Булони оригинальный негатив фильма погиб. Многие были убеждены, что полная версия фильма утрачена навсегда. Однако после войны были найдены фрагменты негатива, и была предпринята кропотливая работа по восстановлению. В 1959 году, при содействии и одобрении Ренуара, была восстановлена полная версия фильма продолжительностью 106 минут. Осталась необнаруженной только одна сцена — разговор Лизетт о делах прислуги, но эта сцена была короткая и, по словам Ренуара, для сюжета несущественная. Переломный момент в переоценке фильма наступает в 1965 году, когда стараниями «Общества великих классических фильмов» (Société des Grands Films Classiques) на экраны выходит наиболее полная версия длиной 3000 метров (110 мин), восстановленная в 1958―1959 годах  на основе довольно длинной копии, найденной в 1946 году, большого запаса сохранившихся дублей и вырезанных сцен (реставраторы прислушивались к советам самого Ренуара), и в новой версии фильм — наконец-то — встретил успех.

## Оценка фильма
Первоначально фильм осудили за сатиру на французское высшее общество; парижская публика осмеяла премьеру, сочтя, что люди высшего общества показаны в фильме капризными, идущими на поводу у своих прихотей, едва ли заботящимися о последствиях своих поступков.
Французское правительство, а затем правительство Виши запретило фильм к показу во всех кинотеатрах как «деморализующий». По словам Джона Кобала, «шовинистическая французская публика не терпела мысли об аристократах-французах с родителями-евреями и жёнами-немками. <…> Пытались поджечь кинотеатр, в котором демонстрировался фильм. В конце концов, его запретили. Нацисты поддерживали запрет». Ренуар был чрезвычайно расстроен приёмом фильма. Некоторые винят  внешние факторы — например, фильм опоздал с выходом на экраны, и премьера состоялась перед самой войной.
По окончании войны оценка фильма была пересмотрена. Как отмечал Андре Базен, «долгий период непонимания объясняется не только своеобразием сюжета и психологической инертностью публики, но и… композицией фильма, лишь мало-помалу открывающейся внимательному зрителю». Сам Базен прямо называл «Правила игры» шедевром и объяснял это следующим образом:

Режиссёру удаётся здесь обойтись совсем без драматургических структур: фильм — лишь переплетение отзвуков, намёков, соответствий, карусель различных тем, где реальность и нравственная идея перекликаются, не нарушая смысла и ритма, тональности и мелодии; притом фильм замечательно выстроен, ни один кадр не оказывается бесполезным или неуместным. Это произведение нужно пересматривать, как заново слушаешь симфонию, как размышляешь перед картиной живописца, потому что с каждым разом всё лучше улавливаешь его внутреннюю гармонию.

Даже в 1950-е годы крупнейшие историки кинематографа, говоря о нём, позволяли себе отпускать колкости в адрес фильма. Жак Лурсель в описании фильма приводит их высказывания: «Бардеш называет его «странной мешаниной», Садуль — «бессвязным», «неровным произведением», Чарлз Форд говорит о «довольно незаслуженной славе». Критик и теоретик кино Жорж Шарансоль, писал: «Фильм Правила игры был снят накануне войны и сегодня был бы забыт окончательно, если бы кому-то не пришла в голову досадная мысль вернуть его к жизни».
В рейтинге десяти самых значительных фильмов мирового кино, который публикуется британским журналом Sight & Sound каждые десять лет, начиная с 1952 года, и основывается на мнении более чем ста киноведов и (с 1992 года) режиссёров из разных стран мира, «Правила игры» остаётся единственным фильмом, который присутствовал каждый раз, занимая места со второго (трижды) по десятое. На первые позиции в своих списках его ставили, например, киноведы Ник Роддик, Пол Шредер и режиссёр Бертран Тавернье. В 1966 году «Правилам игры» была присуждена датская премия «Бодил» в номинации «Лучший европейский фильм».
Роберт Олтмен, которого называли стилистическим преемником Ренуара и который отдал дань уважения его картине в фильме «Госфорд-парк», восхищался  фильмом «Правила игры» и говорил: «„Правила игры“ научили меня правилам игры». Бернардо Бертолуччи говорил, что: «Своим самым любимым режиссером я бы назвал Ренуара, он для меня все, и отец, и мать, а фильм номер один для меня – «Правила игры».
Российский кинокритик Сергей Добротворский, называя картину «меланхолическим водевилем», писал в 1994 году, что «только Чаплин в пору своего исполнительского расцвета был способен на столь прихотливую человеческую трагикомедию. Он, впрочем, оперировал условностью маски. Жан Ренуар навсегда остался приверженцем безусловной реальности».

## Стиль
«Правила игры» знамениты использованием глубокого фокуса: события, происходящие на переднем и заднем планах, равнозначны. В интервью с Жаком Риветтом и Франсуа Трюффо в 1954 году Ренуар говорил: «Работа над сценарием вдохновила меня изменить направление и, возможно, совершенно отойти от натурализма, чтобы попытаться нащупать более классичный, более поэтичный жанр». Ренуар переписывал сценарий несколько раз, часто целиком отказываясь от первоначальных замыслов вследствие взаимодействия с актёрами, наблюдая реакции, которые он не предвидел. Как режиссёр он стремился «приблизиться к тому, чтобы персонажи могли приспосабливаться к своим теориям в жизни, при этом сталкиваясь со многими жизненными препятствиями, которые не позволяют нам теоретизировать».
Стилистика фильма оказала влияние на многих кинорежиссёров. Например, «Госфорд-парк» Роберта Олтмена повторяет многие сюжетные линии «Правил игры» (аристократы в деревне, аристократы и их слуги, убийство) и в знак уважения прямо ссылается на них в позорной сцене охоты, в которой не двигается никто, кроме прислуги.